# Tammisalo
Tammisalo (suédois : Tammelund) est un quartier du district de Herttoniemi à Helsinki en Finlande. 

## Description
En 2008, le quartier de Tammisalo a 2231 habitants et 129 emplois pour une superficie de 0,73 km2.
Les quartiers voisins de Tammisalo sont Roihuvuori au nord, Herttoniemenranta à l'ouest et Laajasalo au sud. 
Les baies entourant Tammisalo sont Porolahti (fi), Tiiliruukinlahti (fi), Jatasalmi (fi) et Strömsinlahti (fi).
Tammisalon est séparé de Roihuvuori par le canal de Tammisalo (fi) et de Laajasalo par le  canal de Laajasalo.
Les nombreux parcs de Tammisalo sont, entre-autres: Väylänsuun puisto, Kummellehto, Tiiliruukin puisto, Leppisaaren puisto, Pyörökiven puisto, Rajaveräjänlehto, Tammisalon puisto, Vanhanväylän puisto et Ruonasalmen puisto.

## Galerie

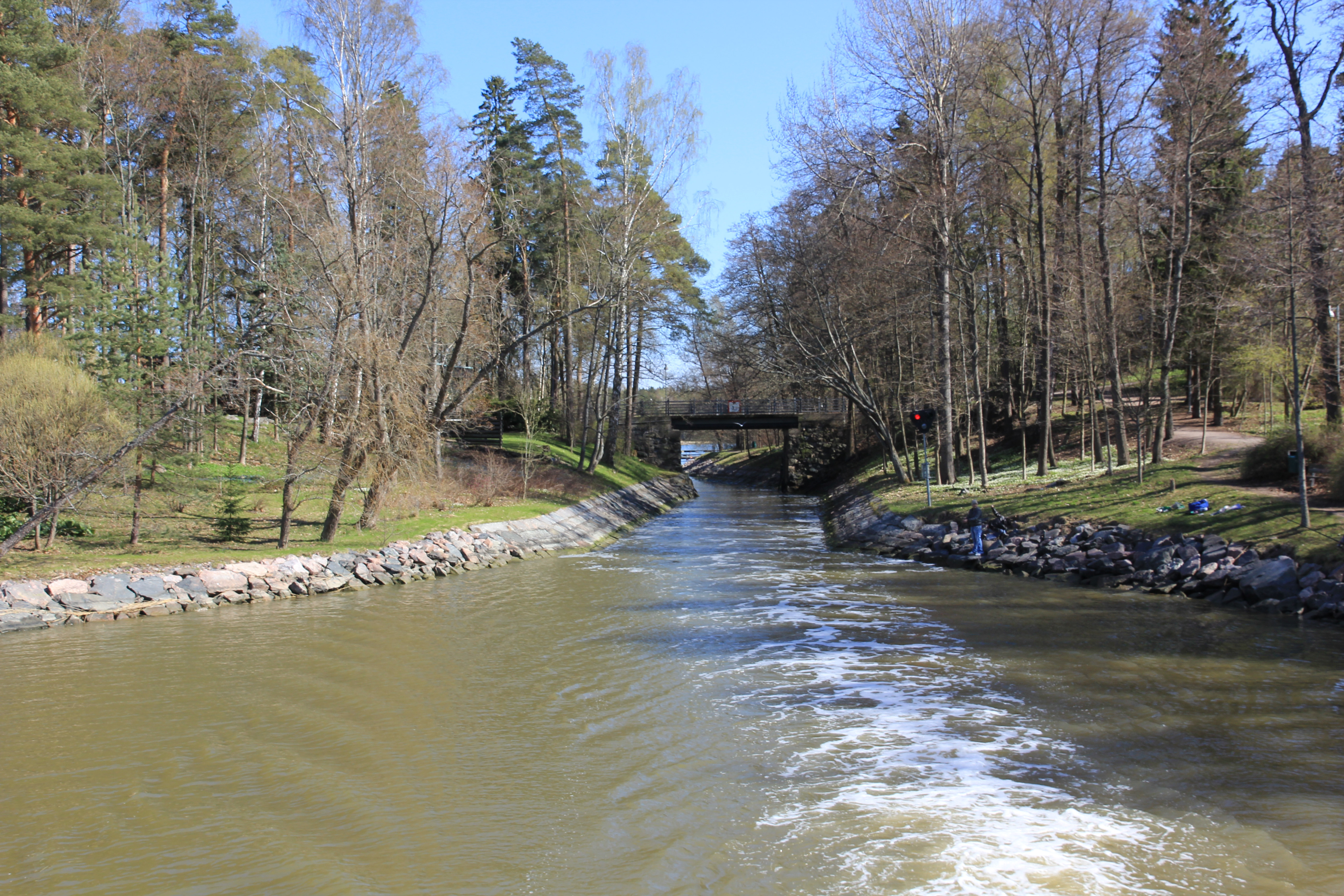
Le Canal de Laajasalo.
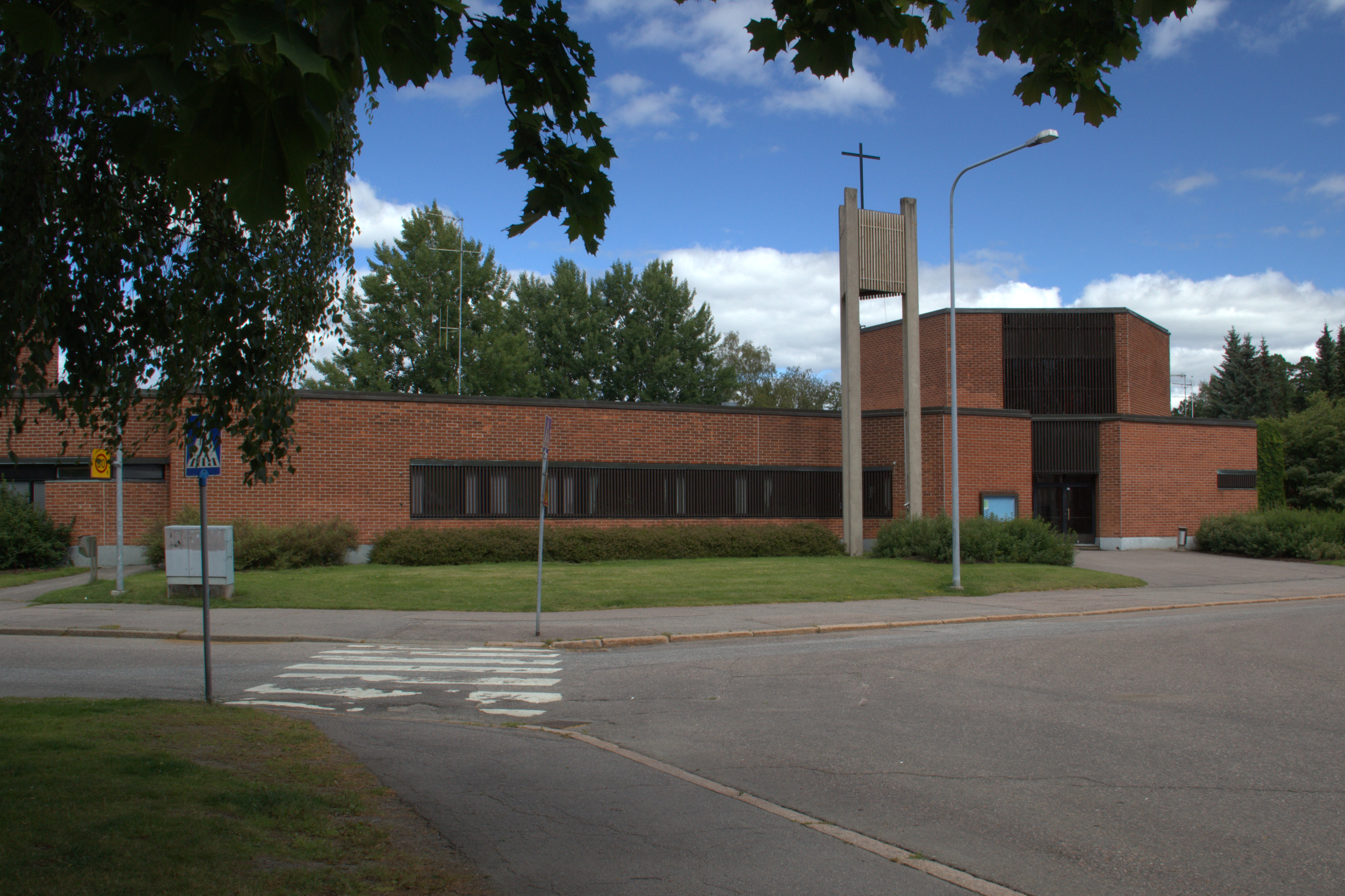
Église de Tammisalo
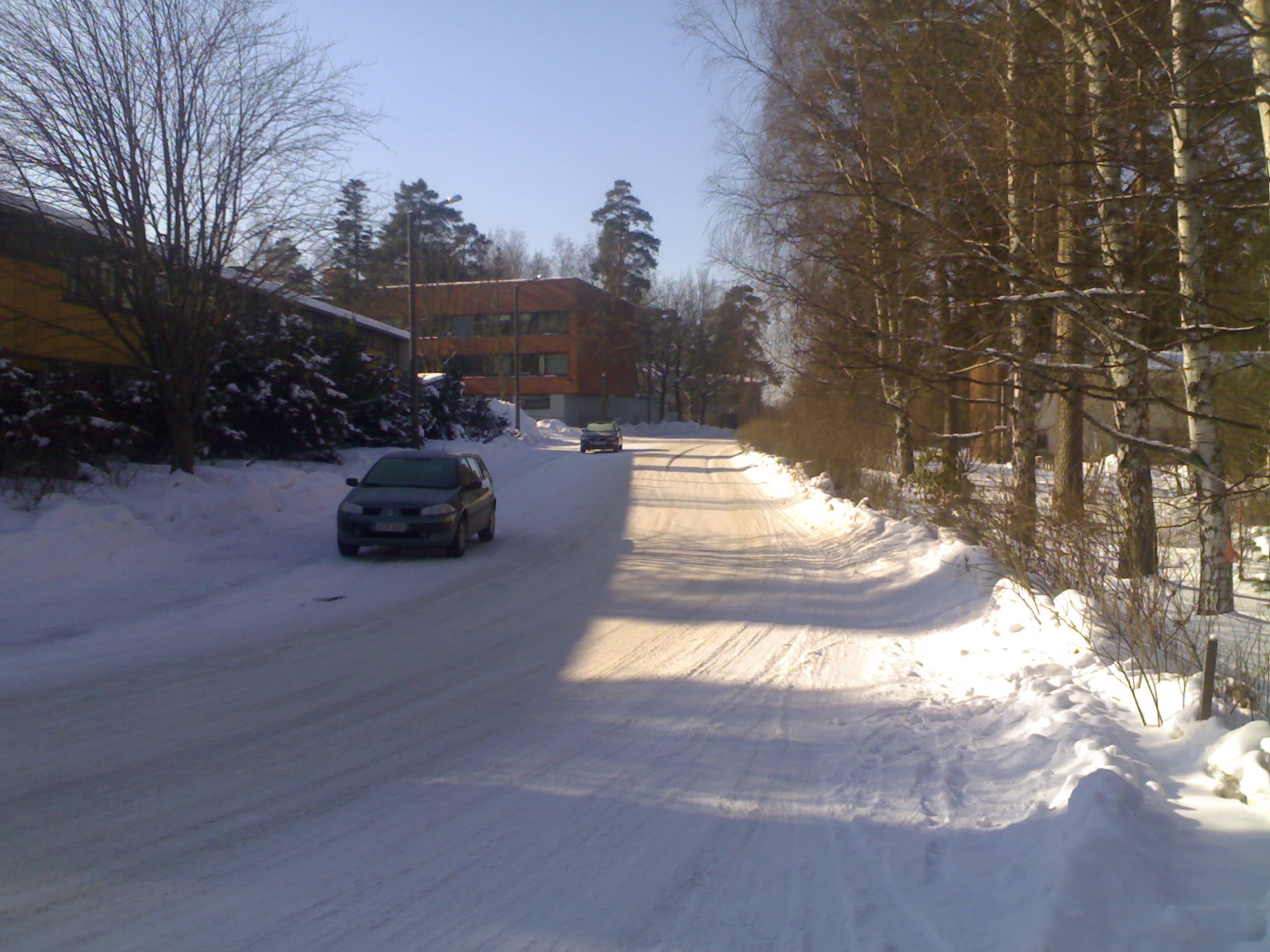
Chemin Mäntypaadentie.
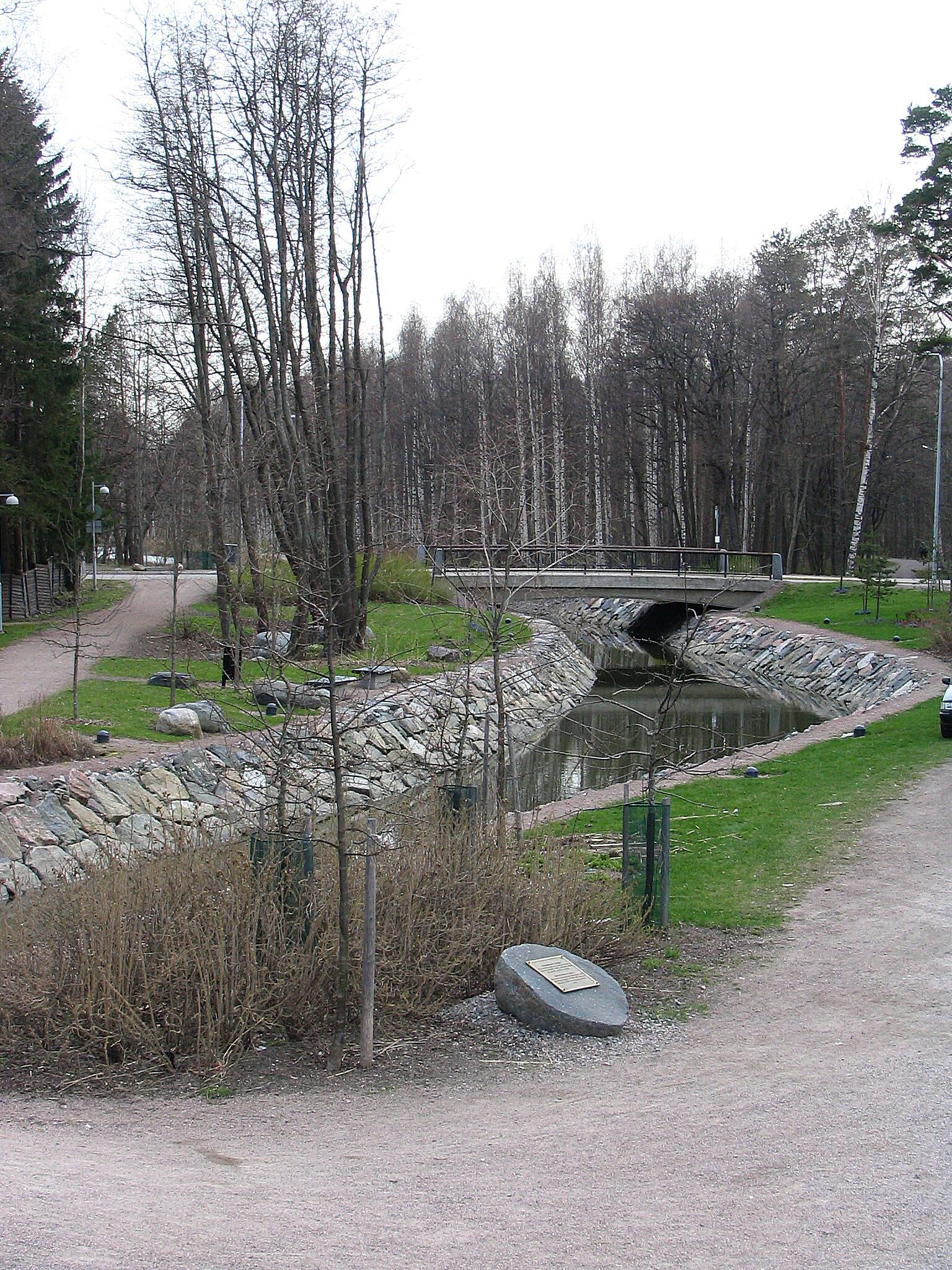
Canal de Tammisalo.
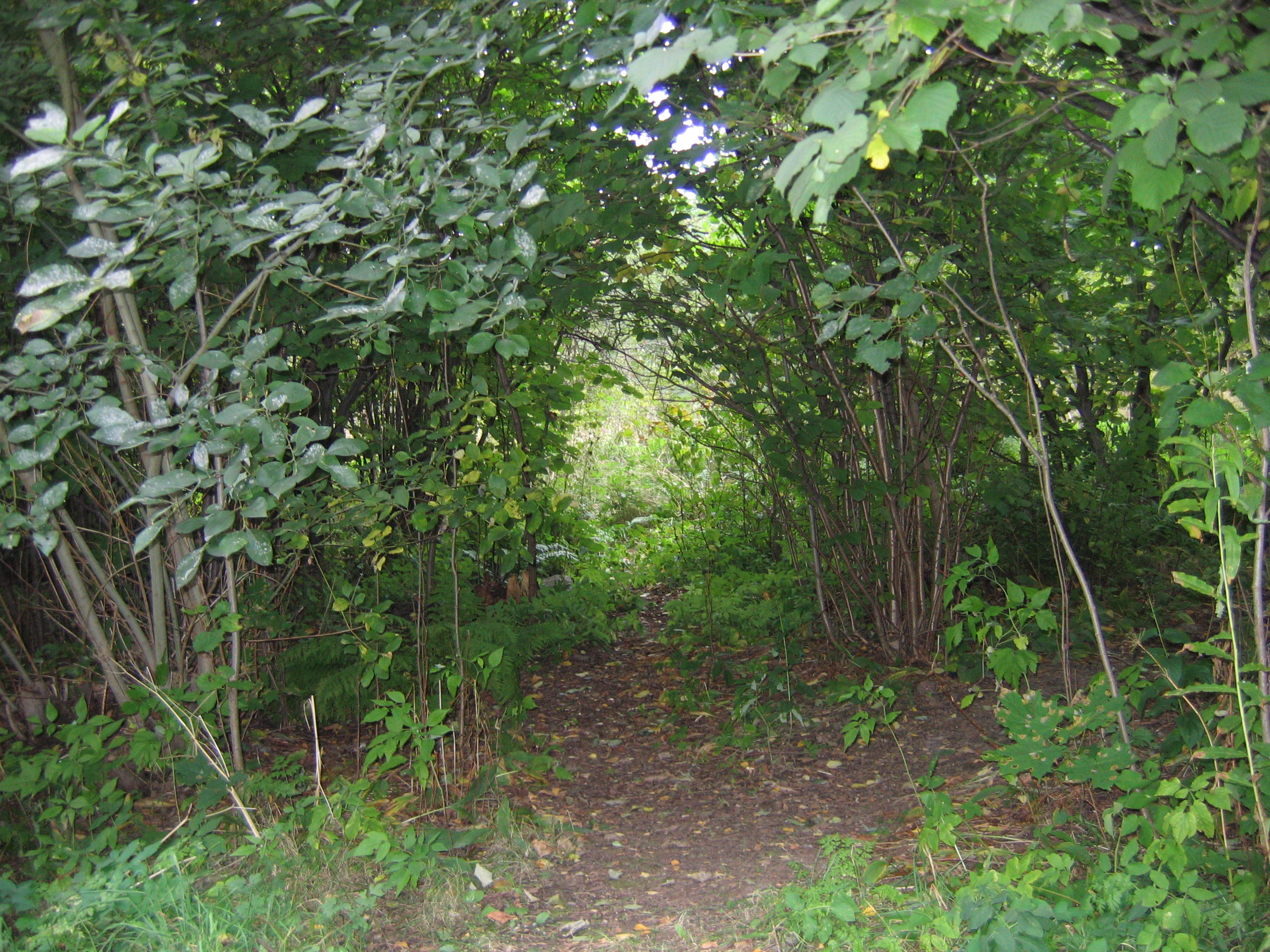
Leppisaaren puisto.
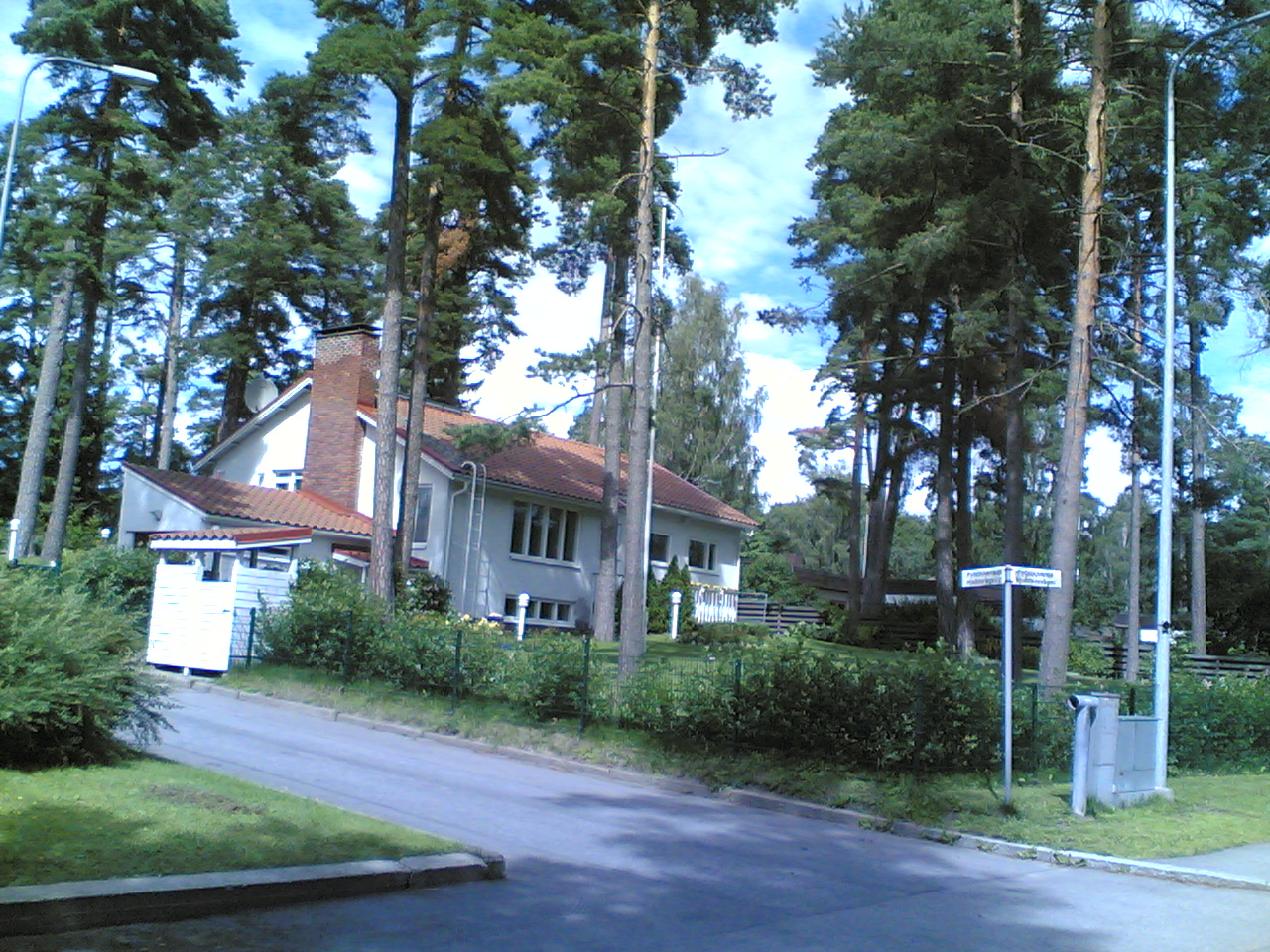
Pyörökivenrinne.